# Kanton Echternach
Kanton Echternach (francouzsky Canton d'Echternach, lucembursky Kanton Iechternach) se rozkládá na východě Lucemburského velkovévodství.

## Poloha, popis
Na jihu sousedí s kantonem Grevenmacher a na západě s kantonem Mersch a Diekirch. Na severu a na východě pak hraničí s německou spolkovou zemí Porýní-Falc (Rheinland-Pfalz).
Kanton se rozkládá na ploše zhruba 185,5 km² a na jeho území v lednu 2016 žilo 18 007 obyvatel.
Správním střediskem kantonu je město Echternach.

## Správní rozdělení
Kanton Echternach je složen celkem z 8 obcí, jimiž jsou:
| P.č. | Jméno obce | Obyvatel |
| ---- | ---------- | -------- |
| 1    | Befort     | 2 545    |
| 2    | Bech       | 1 231    |
| 3    | Berdorf    | 1 931    |
| 4    | Consdorf   | 1 902    |
| 5    | Echternach | 5 249    |
| 6    | Mompach    | 1 283    |
| 7    | Rosport    | 2 222    |
| 8    | Waldbillig | 1 644    |

V tabulce jsou uvedeny počty obyvatel k 1. 1. 2016.